# الاستيلاء على برلمان القرم
الاستيلاء على البرلمان الأوكراني لجمهورية القرم ذاتية الحكم في 27 فبراير 2014 هو حلقة من أزمة القرم حيث استولت القوات المسلحة الروسية بدون شارات على برلمان القرم، مما أدى إلى الحرب الروسية الأوكرانية. واعتبر مكتب المدعي العام لشبه جزيرة القرم الحادث هجومًا إرهابيًّا.

## خلفية
في فبراير 2014، في أعقاب الثورة الأوكرانية 2014 التي أطاحت بالرئيس الأوكراني، فيكتور يانوكوفيتش، قررت القيادة الروسية «بدء العمل على إعادة شبه جزيرة القرم إلى روسيا»  في 25 فبراير، نظمت جبهة القرم ومنظمات القوزاق مسيرة مؤيدة لروسيا تحت مبنى البرلمان الأوكراني لشبه جزيرة القرم. وردد المتظاهرون شعارات موالية لروسيا وطالبوا بالانفصال عن أوكرانيا بإجراء استفتاء. قبل المتظاهرين جاء رئيس برلمان القرم فولوديمير كونستانتينوف، معلنا الجلسة الاستثنائية في 26 فبراير. وذكرت وسائل الإعلام أن سؤالا حول انسحاب شبه جزيرة القرم من أوكرانيا قد يطرح في الجلسة، لكن كونستانتينوف نفى هذه الشائعات، واصفا إياها باستفزاز «فريق ميكيفكا في حكومة القرم».
في 26 فبراير، احتشدت مسيرة مؤيدة لأوكرانيا نظمها مجلس شعب تتار القرم، وفي نفس الوقت خرج حشد مؤيد لروسيا من حوالي 700 شخص بمبادرة من حزب «وحدة روس»، بالقرب من مبنى البرلمان. بسبب الإجراءات الأمنية غير المرضية التي اتخذها ضباط إنفاذ القانون، اندلعت معارك بين المشاركين في المسيرة المؤيدة لأوكرانيا والموالين لروسيا، مما أسفر عن مقتل شخصين من المسيرة الموالية لروسيا. تم دفع المسيرة المؤيدة لروسيا إلى المحكمة الداخلية لبرلمان القرم، وتم تحديد موعدها في اليوم السابق لإلغاء جلسة البرلمان.

## مسار الأحداث
في صباح يوم 27 فبراير، حوالي الساعة 4:30 صباحًا، دخلت مجموعتان من 10 إلى 15 رجلًا مسلحًا يرتدون زيا عسكريا بدون شارة مبنى البرلمان الأوكراني في شبه جزيرة القرم وسيطروا عليه.  بعد الاستيلاء مباشرة، كان المهاجمون محصنين في الداخل، بعد أن أزالوا في السابق عددًا صغيرًا من الموظفين الموجودين. قال سيرهي كونيتسين النائب من التحالف الديمقراطي الأوكراني للإصلاح أنه تم الاستيلاء على المبنى من قبل 120 فردًا مدربين تدريباً عالياً لديهم ترسانة كبيرة من الأسلحة، بما في ذلك الأسلحة الآلية والمدافع الرشاشة وقاذفات القنابل، مما سيسمح لهم بالدفاع عن أنفسهم لفترة طويلة. وصف الأشخاص الذين استولوا على المبنى أنفسهم بأنهم ممثلو الدفاع عن النفس للمواطنين الناطقين بالروسية في شبه جزيرة القرم، على الرغم من أن زعيم المجلس ونائب برلمان القرم، رفعت شوباروف، قال إن الشعب الروسي مسؤول عن هؤلاء الأشخاص؛ اتضح فيما بعد أن العملية كانت من تدبير القوات الخاصة الروسية.
في الساعة 8:30، وجه رئيس مجلس وزراء شبه جزيرة القرم أناتولي موهيليوف نداءً إلى سكان شبه جزيرة القرم، أبلغهم فيه باستيلاء أشخاص مجهولين يبلغ عددهم حوالي 50 شخصًا على البرلمان. في الساعة التاسعة، أعلن أناتولي موهيليوف عن وجود محادثات، لكن لم تسفر عن أي نتيجة، لأن المجهولين رفضوا الكلام، بحسب موهيليوف.
يعتقد فالنتين ناليافيتشينكو، رئيس خدمة أمن أوكرانيا آنذاك، أنه لم يكن هناك استيلاء قسري على مبنى البرلمان، حيث قامت سلطات القرم المحلية، بما في ذلك الشرطة، بنقل السيطرة طواعية على المبنى والأسلحة.

## المواد
- التسلسل الزمني للأحداث التي وقعت تحت جدران البرلمان الأوكراني لمجلس القرم في 26 فبراير 2014، تم ترميمها في الدقيقة // «مكتب المدعي العام لشبه جزيرة القرم»، 02/26/2018

## وصلات
- الاحتلال والمقاومة. قبل عامين (معرض الصور)
- تشوباروف: «قبل عام كنا على يقين من أن شبه جزيرة القرم قد تم إنقاذها»